# 劍神不敗
《劍神不敗》（英語：The Noble Conflict；又名《傲劍至尊》）是香港亞洲電視製作的古裝武俠劇集，全劇共20集，監製陳澤成。

## 劇情簡介
曲漓江是江湖賣藝人，偶然邂逅武林世家之子慕容劍秋，兩人一見鍾情。秋將慕容家 之不傳絕學《牽情劍法》授予江。可是秋父慕容曉風卻希望愛子與花無崖之女掩月成婚，共抗大魔任清狂，但月另心有所屬。
狂約戰崖，崖慘敗。而曉風亦基於協議無法出手相助，崖終自刎當場。其後狂又設計向江套取《牽情劍法》，將慕容山莊掃平，風身死，秋悲痛不已，對江無法原諒。月因喪父惱恨慕容家不加援手，遂秘密策動復仇大計，重金聘請各路奸雄暗中追殺江、秋兩人。適時二皇叔陰謀弄權，而江與秋均與皇上，太子有深厚交情，於是二皇叔趁機將眾人一網打盡。
豈料二皇叔奸計反救了江等。月武功被廢。二皇叔再設計殺皇上，太子唯請瓦剌族之脫哈木發動相助，不料木原有野心吞併中原，朝廷告急，太子被迫使出邪門功夫天殘訣與木展開一場生死戰。

## 演員表
- 湯鎮業 飾 慕容劍秋
- 楊玉梅 飾 曲漓江
- 劉玉婷 飾 花掩月
- 歐錦棠 飾 萬重山
- 莫家堯 飾 太　子
- 徐二牛 飾 任清狂
- 蔡曉儀 飾 煙　雨
- 韓義生 飾 花無涯
- 司馬華龍 飾 慕容曉風
- 李青山 飾 脫哈木
- 施明 飾
- 余文炳 飾 (和尚)
- 梁錦燊 飾 皇帝